# Hoheneiche (Wehretal)
Hoheneiche ist ein Ortsteil der Gemeinde Wehretal im nordhessischen Werra-Meißner-Kreis.

## Geographie
Das geschlossene Dorf mit geringer Siedlungsdichte Hoheneiche liegt im Tal der Sontra an der Mündung des Krummbaches, ca. 9 km südwestlich von Eschwege und 3 km südwestlich der Gemeindeverwaltung in Reichensachsen. Die Kirche liegt zentral im ältesten Ortsteil. Jüngere Bebauung findet sich im Norden auf der gegenüberliegenden Seite der Sontra im Bereich des Bahnhofs. Das Gebiet des Ortsteils besteht aus der Gemarkung Hoheneiche im äußersten Südwesten des Gemeindegebiets mit einer Fläche von 386 Hektar, davon sind 122 Hektar Wald.
In der Gemarkung liegen die folgenden historischen Siedlungsplätze:
- Aumühle[3]
- Bahnhof[4]
- Obermühle[5]
- Wüstung Widehi[6]

Die Ortslage befindet sich auf 182 bis 194 m ü. NHN und der höchste Punkt ist der Winterkasten mit 320 Meter Höhe im Nordwesten der Gemarkung. An den Ortsteil Hoheneiche grenzen, von Norden beginnend, im Uhrzeigersinn, Wehretal-Oetmannshausen, im Südosten und Süden der Ringgauer Ortsteil Datterode und der Sontraer Ortsteil Wichmannshausen. Im Westen dann der Waldkappeler Stadtteil Bischhausen.
Östlich des Ortskerns verläufen die Bahnstrecke Bebra–Göttingen, die Bundesstraße 452 und die Autobahn 44. Aus dem Ort besteht eine Verbindung zur B 452 die dann in südlicher Richtung zur Anschlussstelle Ringgau der A 44 führt. Hier treffen auch die B 7 und B 400 aufeinander. Die Ortsausfahrt führt in nördlicher Richtung auf die B 27, die nach wenigen Kilometern die Anschlussstelle Eschwege der A 44 erreicht.

## Geschichte

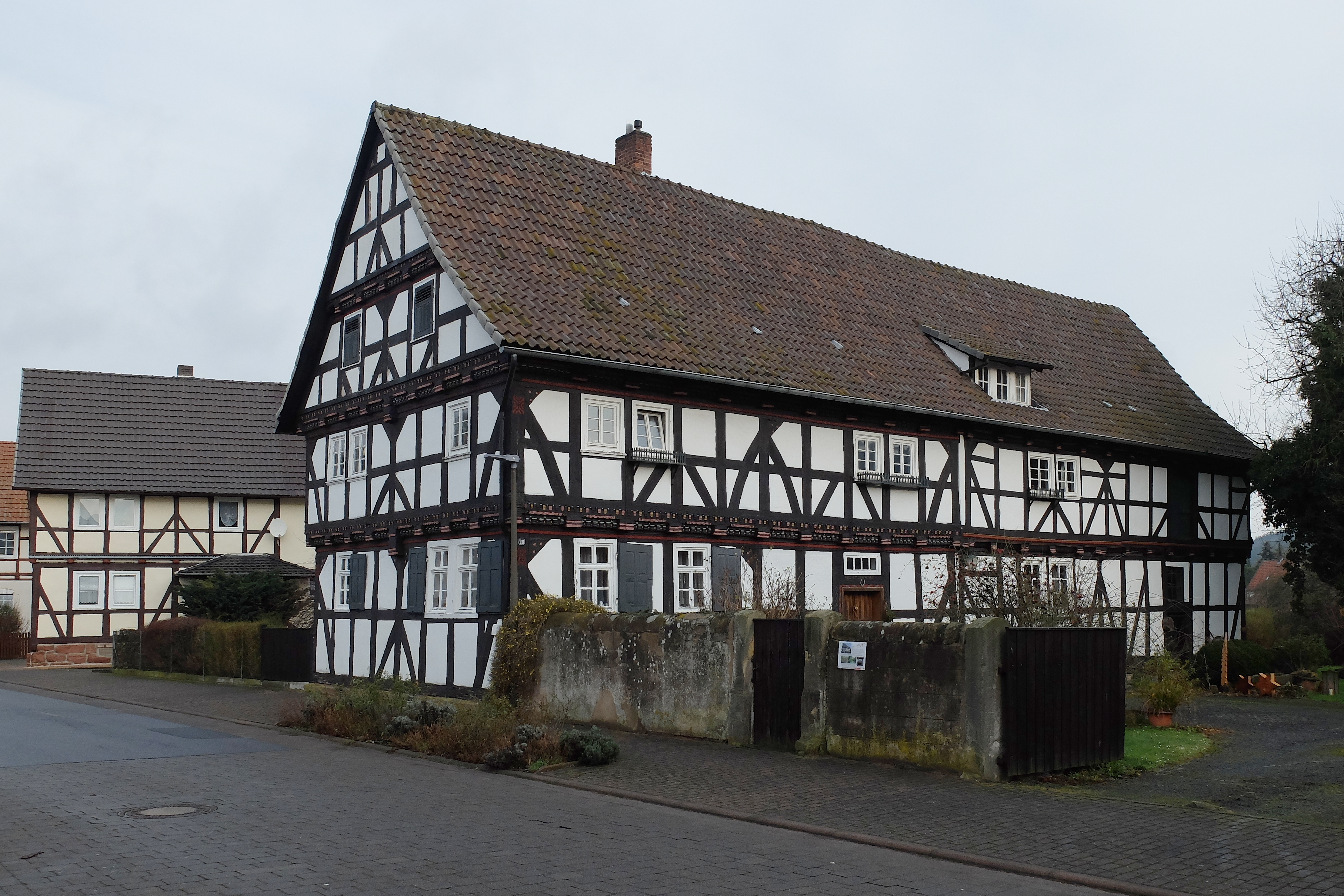
Baumbachsches Haus

### Ortsgeschichte
Ein im päpstlichen Archiv aufbewahrter Zeugenbericht von 1233 über die erste Wunderheilung eines aus Hoheneiche gebürtigen Mädchen Adelhaidi, das am 19. November 1231 am gerade angelegten Grab der heiligen Elisabeth von Thüringen von ihren Leiden genesen war, gilt als Ersterwähnung des Ortes. Der Ort wurde 1264 wieder erwähnt, als Hoheneiche von Thüringen an die neu entstandene Landgrafschaft Hessen kam. 
Die Herrschaft über den Ort und das Gericht war bis zur Neuzeit geteilt. Die Boyneburg-Hohensteiner hatten zehn Hufen Land und das Gericht als thüringisches Lehen inne, die hessischen Landgrafen übernahmen die Besitztitel des Klosters Germerode. Spätestens 1350 waren das Gericht und die zehn Hufen zu Hoheneiche thüringische Lehen der Boyneburger. Der adlige Ort im Besitz der Herren von Boyneburg kam 1654 zum landgräflichen Amt Bischhausen. Das Dorf als solches blieb jedoch bis zum Aussterben derer von Boyneburg-Hohenstein 1792 Teil des Gerichts Boyneburg.
Im Jahr 1577 wurde in Hoheneiche die Missgeburt von Hoheneiche, ein weithin bekanntes missgebildetes Kind, geboren. Der Renaissance-Künstler Dietmar Merluan fertigte einen Holzschnitt von dem Kind an. Am 21. August 1801 reiste Johann Wolfgang von Goethe durch Hoheneiche und zeichnete die Kirche.
Von 1807 bis 1813 war der Ort Teil des Kantons Reichensachsen im napoleonischen Königreich Westphalen. Damals führte die Handelsstraße von Leipzig nach Holland mitten durch das Dorf. Ab 1821 gehörte der Ort zum Kreis Eschwege.
NS-Zeit
Die 1869 in Köln von Abraham Rollmann und Abraham Rose gegründeten TRUMPF-Strumpffabriken Rollmann & Rose errichtete in den 1890er Jahren eine neue Fabrikationsstätte für die manuelle Herstellung von Strümpfen und Socken in Hoheneiche. Unter Firmenleitung der Familie Kaufmann wurden in den 1920er Jahren Buntmuster-Maschinen aufgestellt und der Betrieb wurde in Deutschland zu einem Markennamen für Strumpfwaren. Der Betrieb wurde 1938 arisiert und in den Besitz der Firma Krummbein aus dem Eichsfeld überführt. Dass von freiwilligem Verkauf keine Rede sein konnte, geht zum einen daraus hervor, dass Bertha Kaufmann, die Witwe des Besitzers Daniel Kaufmann, schon 1937 gemeinsam mit ihrem Sohn Ernst und seiner Familie nach Holland und ihr Sohn Friedrich 1938 in die USA emigrierten. Nach Internierung im Durchgangslager Westerbork wurde Ernst Kaufmann und seine Familie am 5. April 1944 in das Ghetto Theresienstadt deportiert und von dort aus am 18. Mai 1944 in das Vernichtungslager Auschwitz gebracht. Am 31. Januar 1945 wurde er für tot erklärt. Zum anderen erhielt Friedrich Kaufmann 1949 den Besitz der Firma wieder zugesprochen.
Über den Kirchenkampf und die schlechten Erfahrungen, die der in der Gemeinde recht beliebte Pfarrer Kurt Reuber damals machte, der durch seine Stalingradmadonna bekannt wurde, berichtet der Ortshistoriker Bernhard Hermann Roth unter anderem, dass er, als seine Argumente nichts halfen, die Vertrauensfrage stellen musste, um zu verhindern, dass ein Vertreter der Deutschen Christen in Hoheneiche eine "reichskirchliche Feierstunde" abhielt.
Nachkriegszeit
Mit 650 Beschäftigten war Rollmann & Rose in den 1960er Jahren größter Arbeitgeber im Ort. Es gab Zweigwerke in Grebendorf und Eschwege. Wegen Namensähnlichkeit zur Miederwaren-Marke Triumph International kam es 1968 zu einem Prozess vor dem Oberlandesgericht Düsseldorf, den die Hoheneicher Firma gewann.
Im Zuge der Gebietsreform in Hessen kam es zu einer Reihe von Gemeindezusammenschlüssen auf freiwilliger Basis. So fusionierten zum 1. Februar 1971 die bis dahin selbständigen Gemeinden Oetmannshausen in die Nachbargemeinde Hoheneiche zur erweiterten Gemeinde Hoheneiche. Zum 1. Oktober 1971 wurde Vierbach nach Reichensachsen eingemeindet. Zum 31. Dezember 1971 wurde Hoheneiche in die Gemeinde Reichensachsen eingegliedert. Gleichzeitig erhielt die neue Gemeinde den Namen Wehretal. Zum 1. April 1972 wurde schließlich der Nachbarort Langenhain eingegliedert. Für Hoheneiche und weitere Ortsteile wurden Ortsbezirke errichtet.

### Verwaltungsgeschichte im Überblick
Die folgende Liste zeigt die Staaten und Verwaltungseinheiten, denen Hoheneiche angehört(e):
- 1349/50: Heiliges Römisches Reich, Landgrafschaft Thüringen, Lehen der Boyneburger
- vor 1567: Heiliges Römisches Reich, Landgrafschaft Hessen, Amt Eschwege, Samtgericht Boyneburg
- ab 1567: Heiliges Römisches Reich, Landgrafschaft Hessen-Kassel, Amt Eschwege, Samtgericht Boyneburg
  - 1627–1834: Landgrafschaft Hessen-Rotenburg (sogenannte Rotenburger Quart), teilsouveränes Fürstentum unter reichsrechtlicher Oberhoheit der Landgrafschaft Hessen-Kassel bzw. des Kurfürstentums Hessen, Amt Eschwege, Dorf derer von Boyneburg-Hohenstein („adelige Quart“)
- ab 1654: Heiliges Römisches Reich, Landgrafschaft Hessen-Kassel, Amt Bischhausen, Samtgericht Boyneburg
- ab 1792: Heiliges Römisches Reich, Landgrafschaft Hessen-Kassel, Amt Bischhausen
- ab 1803: Heiliges Römisches Reich, Kurfürstentum Hessen, Amt Bischhausen
- ab 1806: Kurfürstentum Kessen, Amt Bischhausen
- 1807–1813: Königreich Westphalen, Departement der Werra, Distrikt Eschwege, Kanton Reichensachsen
- ab 1814: Kurfürstentum Hessen, Amt Bischhausen[19]
- ab 1821/22: Kurfürstentum Hessen, Provinz Niederhessen, Kreis Eschwege[20][Anm. 2]
- ab 1848: Kurfürstentum Hessen, Bezirk Eschwege
- ab 1851: Kurfürstentum Hessen, Provinz Niederhessen, Kreis Eschwege
- ab 1867: Norddeutscher Bund[Anm. 3], Königreich Preußen,[Anm. 4] Provinz Hessen-Nassau, Regierungsbezirk Kassel, Kreis Eschwege
- ab 1871: Deutsches Reich, Königreich Preußen, Provinz Hessen-Nassau, Regierungsbezirk Kassel, Kreis Eschwege
- ab 1918: Deutsches Reich, Freistaat Preußen,[Anm. 5] Provinz Hessen-Nassau, Regierungsbezirk Kassel, Kreis Eschwege
- ab 1944: Deutsches Reich, Freistaat Preußen, Provinz Kurhessen, Landkreis Eschwege
- ab 1945: Amerikanische Besatzungszone,[Anm. 6] Groß-Hessen, Regierungsbezirk Kassel, Landkreis Eschwege
- ab 1946: Deutsches Reich, Amerikanische Besatzungszone, Hessen, Regierungsbezirk Kassel, Landkreis Eschwege
- ab 1949: Bundesrepublik Deutschland, Hessen, Regierungsbezirk Kassel, Landkreis Eschwege
- ab 1972: Bundesrepublik Deutschland, Hessen, Regierungsbezirk Kassel, Landkreis Eschwege, Gemeinde Wehretal
- ab 1974: Bundesrepublik Deutschland, Hessen, Regierungsbezirk Kassel, Werra-Meißner-Kreis, Gemeinde Wehretal

### Gerichte
Die Gerichtsbarkeit über Hoheneiche wurde im Mittelalter durch das Gericht Boyneburg ausgeübt. Nach langen Rechtstreirigkeitden zwischen der Herren von Boyneburg kam es 1449 zu einem Vergleich, und ab 1460 hielten die von Boyneburg die Burg und den dazu gehörigen ehemaligen Reichsbesitz als landgräflich-hessisches Erblehen. Mit dem Aussterben der Herren von Boyneburg-Hohenstein 1792 ging das Gericht an das Kurfürstentum Hessen, die es dem Amt Bischhausen zuschlug.
Die weitere Zuständigkeit entwickelte sich wie folgt:
- 1807–1813: Friedensgericht Reichensachsen im Königreich Westphalen[Anm. 7]
- 1814: Amt Bischhausen
- 1822: Justizamt Bischhausen erste Instanz, zweite Instanz Obergericht für die Provinz Niederhessen
- 1867: Amtsgericht Bischhausen (nach der Annexion durch Preußen), zweite Instanz Kreisgericht Kassel
- 1879: Amtsgericht Bischhausen erste Instanz (durch das Reichsjustizgesetze), zweite Instanz Landgericht Kassel
- 1932: Amtsgericht Sontra erste Instanz, zweite Instanz Landgericht Kassel
- 1957: Amtsgericht Eschwege, zweite Instanz Landgericht Kassel

## Bevölkerung

### Einwohnerstruktur 2011
Nach den Erhebungen des Zensus 2011 lebten am Stichtag, dem 9. Mai 2011, in Hoheneiche 618 Einwohner. Darunter waren 3 (0,5 %) Ausländer.
Nach dem Lebensalter waren 102 Einwohner unter 18 Jahren, 213 zwischen 18 und 49, 150 zwischen 50 und 64 und 150 Einwohner waren älter. Die Einwohner lebten in 276 Haushalten. Davon waren 75 Singlehaushalte, 99 Paare ohne Kinder und 81 Paare mit Kindern, sowie 21 Alleinerziehende und krinr Wohngemeinschaften. In 72 Haushalten lebten ausschließlich Senioren und in 174 Haushaltungen lebten keine Senioren.

### Einwohnerentwicklung
- 1585: 50 Haushaltungen[2]
- nach 1648: noch circa 30 Einwohner (Kriegsverwüstung)[2]
- 1747: 46 Haushaltungen[2]

| Hoheneiche: Einwohnerzahlen von 1834 bis 2023 | Hoheneiche: Einwohnerzahlen von 1834 bis 2023 | Hoheneiche: Einwohnerzahlen von 1834 bis 2023 | Hoheneiche: Einwohnerzahlen von 1834 bis 2023 | Hoheneiche: Einwohnerzahlen von 1834 bis 2023 |
| --- | --------------------------------------------- | --------------------------------------------- | --------------------------------------------- | --------------------------------------------- |
| Jahr |                                               |                                               |                                               | Einwohner                                     |
| 1834 | 1834                                          |                                               | 399                                           | 399                                           |
| 1840 | 1840                                          |                                               | 406                                           | 406                                           |
| 1846 | 1846                                          |                                               | 422                                           | 422                                           |
| 1852 | 1852                                          |                                               | 424                                           | 424                                           |
| 1858 | 1858                                          |                                               | 423                                           | 423                                           |
| 1864 | 1864                                          |                                               | 378                                           | 378                                           |
| 1871 | 1871                                          |                                               | 312                                           | 312                                           |
| 1875 | 1875                                          |                                               | 370                                           | 370                                           |
| 1885 | 1885                                          |                                               | 363                                           | 363                                           |
| 1895 | 1895                                          |                                               | 352                                           | 352                                           |
| 1905 | 1905                                          |                                               | 417                                           | 417                                           |
| 1910 | 1910                                          |                                               | 435                                           | 435                                           |
| 1925 | 1925                                          |                                               | 472                                           | 472                                           |
| 1939 | 1939                                          |                                               | 504                                           | 504                                           |
| 1946 | 1946                                          |                                               | 744                                           | 744                                           |
| 1950 | 1950                                          |                                               | 740                                           | 740                                           |
| 1956 | 1956                                          |                                               | 735                                           | 735                                           |
| 1961 | 1961                                          |                                               | 768                                           | 768                                           |
| 1967 | 1967                                          |                                               | 820                                           | 820                                           |
| 1970 | 1970                                          |                                               | 828                                           | 828                                           |
| 1980 | 1980                                          |                                               | ?                                             | ?                                             |
| 1990 | 1990                                          |                                               | ?                                             | ?                                             |
| 2000 | 2000                                          |                                               | ?                                             | ?                                             |
| 2011 | 2011                                          |                                               | 618                                           | 618                                           |
| 2023 | 2023                                          |                                               | 608                                           | 608                                           |
| Datenquelle: Historisches Gemeindeverzeichnis für Hessen: Die Bevölkerung der Gemeinden 1834 bis 1967. Wiesbaden: Hessisches Statistisches Landesamt, 1968. Weitere Quellen: bis 1970; Gemeinde Wehretal; Zensus 2011 |                                               |                                               |                                               |                                               |

### Historische Religionszugehörigkeit

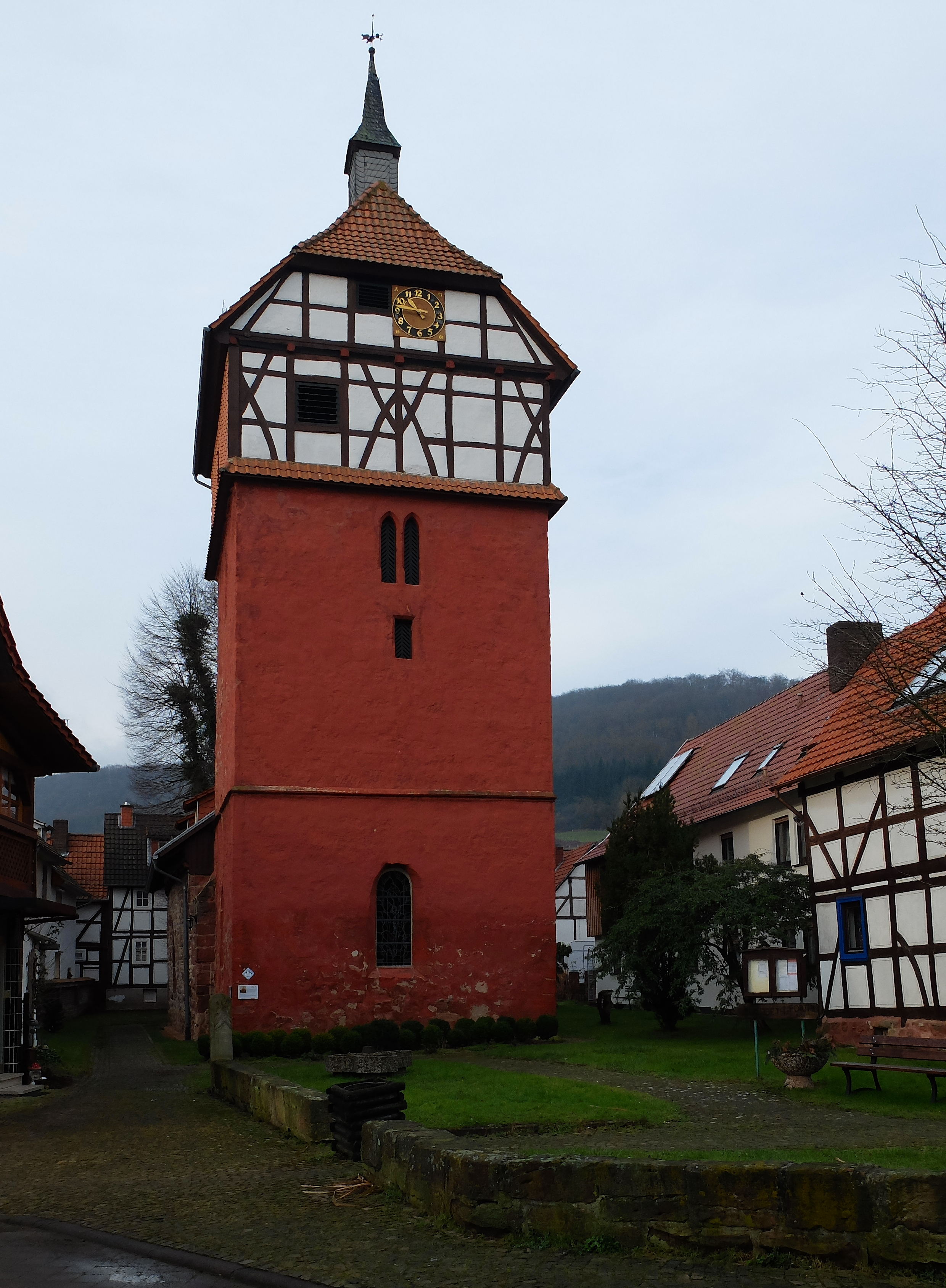
St. Martinskirche in Hoheneiche

| Quelle: Historisches Ortslexikon |                                                                     |
| • 1885:                          | 354 evangelische (= 97,52 %), 9 katholische (= 2,48 %) Einwohner    |
| • 1961:                          | 620 evangelische (= 80,73 %), 123 katholische (= 16,02 %) Einwohner |

## Religion
Kirchengebäude
Die zunächst im romanischen Baustil errichtete Kapelle St. Martin wurde um 1300 zur Kirche erweitert und erhielt einen Chorturm. Im Dreißigjährigen Krieg fiel das Gotteshaus, neben weiteren Gebäuden im Ort, im Jahre 1637 einem Brand zum Opfer, den kroatische Truppen während eines Überfalls entfacht hatten. Beim Wiederaufbau entschloss man sich, den Turm mit einem Fachwerkgeschoss aufzustocken. 
Bekenntniswechsel
Einführung der Reformation in der Landgrafschaft Hessen ab 1526.
Pfarrzugehörigkeit
- In den Jahren 1585, 1872 und 1994 ist belegt, dass Hoheneiche  ein Filialort von der Pfarrei Wichmannshausen ist.
- Heute ist Hoheneiche Teil des Kirchspiels Hoheneiche, Mitterode und Wichmannshausen.[22]

## Politik
Für Hoheneiche besteht ein Ortsbezirk (Gebiete der ehemaligen Gemeinde Hoheneiche) mit Ortsbeirat und Ortsvorsteher nach der Hessischen Gemeindeordnung.
Der Ortsbeirat besteht aus fünf Mitgliedern. Bei den Kommunalwahlen in Hessen 2021 betrug die Wahlbeteiligung zum Ortsbeirat 63,30 %. Alle Kandidaten gehörten der „Gemeinsamen Liste Hoheneiche“ an. Der Ortsbeirat wählte Marc Fernau zum Ortsvorsteher.

## Kultur
- Bekannt ist die Missgeburt von Hoheneiche, ein Holzschnitt.

## Infrastruktur
- Im Ort gibt es Kinderspielplätze und einen gemeindlichen Kindergarten sowie einen Fußballplatz.

- Hoheneiche liegt an der Bahnstrecke Göttingen–Bebra